# Nadja Petersen
Nadja Helena Petersen, född 14 juli 1978, är en svensk före detta friidrottare (sprinter) som tävlade för klubben Huddinge AIS. Hon tog ett SM-guld på 400 meter år 2001 och på 400 meter häck år 2002. Hon utsågs 2003 till Stor grabb nummer 573 i friidrott.
Vid EM 2002 i München deltog Petersen på 400 meter häck där hon slogs ut i försöken. Hon var också (ihop med Beatrice Dahlgren, Lena Aruhn och Ellinor Stuhrmann) med i långa stafettlaget somtog sig vidare till final där det kom sjua.
Petersen deltog på 400 meter häck vid EM 2006 i Göteborg, men slogs ut i försöken.

## Personliga rekord
| Utomhus - 100 meter – 12,49(Enskede 9 september 2000) - 200 meter – 25,07(Sollentuna 11 juni 1994) - 200 meter – 25,35 (Eskilstuna 24 maj 1998) - 400 meter – 52,89 (Helsingfors, Finland 23 augusti 2002) - 800 meter – 2:06,66 (New Orleans, Louisiana USA 7 april 2001) - 400 meter häck – 56,95 (Gävle 18 augusti 2002) - 400 meter häck – 57,09 (München, Tyskland 7 augusti 2002) | Inomhus - 60 meter – 7,99 (Baton Rouge, Louisiana USA 16 februari 2001) - 200 meter – 25,04 (Bollnäs 17 januari 1999) - 400 meter – 53,26 (Fayetteville, Arkansas USA 27 januari 2001) - 800 meter – 2:05,08 (Glasgow, Storbritannien 2 februari 2003) |

### Fotnoter
1. 1 2 3 4 5  ”SWEDISH TEAM Media Guide. European Athletics Championships, Göteborg 2006.” (på engelska). friidrott.se. Arkiverad från originalet den 4 juni 2012. https://web.archive.org/web/20120604124725/http://www.friidrott.se/press/emguide_06.aspx. Läst 18 oktober 2016.
2. 1 2 3 4  Wiger 2006, s. 187.
3. 1 2 3 4 5 6  Wiger 2006, s. 214.
4. ↑  Wiger 2006, s. 246.
5. ↑  ”Stora inne-SM 2002, resultat” (htm). Arkiverad från originalet den 13 december 2002. https://web.archive.org/web/20021213092936/http://m1.406.telia.com/~u40606160/ResultatISM.htm. Läst 14 april 2015.
6. ↑  ”Stora inne-SM 2003, resultat” (html). friidrott.stockholm.se. http://www.friidrott.stockholm.se/ism/resultat/p_resultat.html. Läst 14 april 2015.
7. 1 2 3 4 5 6 7 8 9  ”Personsida på AllAthletics” (på engelska). all-athletics.com. Arkiverad från originalet den 27 september 2016. https://web.archive.org/web/20160927105023/http://www.all-athletics.com/node/148737. Läst 26 september 2016.
8. ↑  ”Stora grabbars märke”. friidrott.se. Arkiverad från originalet den 31 mars 2016. https://web.archive.org/web/20160331202525/http://www.friidrott.se/historik/storagrabbar.aspx. Läst 26 september 2016.
9. 1 2 3 4 5 6 7 8  ”Stora Grabbar personpresentation”. storagrabbar.se. http://www.storagrabbar.se/grabbar_10.html. Läst 26 september 2016.
10. ↑  ”European Athletics Championships - München 2002” (på engelska). european-athletics.org. http://www.european-athletics.org/competitions/european-athletics-championships/history/year=2002/results/index.html. Läst 18 augusti 2017.
11. ↑  ”European Athletics Championships - Göteborg 2006” (på engelska). european-athletics.org. http://www.european-athletics.org/competitions/european-athletics-championships/history/year=2006/results/index.html. Läst 14 augusti 2017.
12. 1 2 3 4  ”Personsida hos IAAF” (på engelska). iaaf.org. https://www.iaaf.org/athletes/sweden/nadja-petersen-172552. Läst 26 september 2016.